# Archilestes neblina
Archilestes neblina – gatunek ważki z rodziny pałątkowatych (Lestidae). Występuje na terenie Ameryki Środkowej.